# Heliocopris mimus
Heliocopris mimus är en skalbaggsart som beskrevs av Emile Janssens 1939. Heliocopris mimus ingår i släktet Heliocopris och familjen bladhorningar. Inga underarter finns listade i Catalogue of Life.